# Hívatlanok
A Hívatlanok (eredeti cím: The Strangers) 2008-ban bemutatott színes amerikai pszichothriller/horrorfilm Bryan Bertino rendezésében, akinek ez volt az első filmrendezése. A főszereplők Liv Tyler és Scott Speedman. A film megtörtént eseményeken alapszik.
Az Amerikai Egyesült Államokban 2008. május 30-án mutatták be, míg Magyarországon négy hónappal később, a Fórum Hungary forgalmazásában. Elkészítették a film folytatását is, melyet 2018-ban mutattak be, Hívatlanok 2 – Éjjeli préda címen.
A történet lényege, hogy egy fiatal pár életére álarcos gyilkosok törnek az éjszaka közepén, távoli erdei nyaralójukban.

## Cselekmény
|  | Alább a cselekmény részletei következnek! |

A film egy telefonhívással kezdődik, amelyben egy rémült gyerek felhívja a segélykérő vonalat, mely szerint az egyik házban minden tiszta vér és halott emberek fekszenek a földön. Ezek után visszaugrunk az időben.
Kristen McKay (Liv Tyler) és James Hoyt (Scott Speedman) fiatal pár, akik késő éjjel érkeznek meg James családjának távoli nyaralójába egy erdő közepén. Mint kiderül, James egy barátjuk lagziján megpróbálta megkérni Kristen kezét, de a lány még nem állt készen, ezért nemet mondott. A hangulat ezért eléggé feszült közöttük amikor megérkeznek, pedig James a házat romantikusan rendezte be. Míg a lány fürdőt vesz, addig a férfi felhívja barátját, Mike-ot (Glenn Howerton), hogy reggel jöjjön érte az autójával.
A pár ezután épp szeretkezni készül, amikor valaki kopogtat az ajtón. Az idő hajnali 4 óra. James óvatosan kinyitja az ajtót, és meglepődve látja, hogy egy fiatal szőke lány áll a ház előtt, aki arról érdeklődik, hogy náluk lakik-e egy bizonyos Tamara. A negatív válaszra a lány távozik. Kristen észreveszi, hogy elfogyott a cigarettája, ezért James felajánlja, hogy megy és szerez neki, mivel úgyis ki szeretné szellőztetni a fejét. Kristen egyedül marad a házban. Nemsokára újra kopognak az ajtón, megint a szőke lány jött vissza, és újból Tamarát keresi. Kristen már nem nyitja ki neki az ajtót, hanem elreteszeli azt. Mikor visszatér a szobába, furcsa zörejeket kezd hallani odakintről, az ajtón pedig szinte folyamatosan kopogtatnak. Megpróbálja felhívni Jamest, de a telefonja lemerült. Igazán azonban csak akkor rémül meg, amikor egy maszkos férfi néz vele farkasszemet az egyik ablakban, az ajtó előtt pedig egy szintén maszkos nő jelenik meg.
Kristen pánikba esik, és egy konyhakéssel elbújik az egyik szobában, mivel a betolakodók most már egyre erőszakosabban próbálnak bejutni a lakásba. Zajt hall odakintről, de kiderül hogy csak James érkezett meg. Miután kétségbeesetten elmagyarázza a helyzetet, a férfi keres egy puskát, és kimegy körülnézni. Többször feltűnik a szőke lány kicsit távolabb a háztól, de aztán hirtelen el is tűnik. James észreveszi, hogy az autóját szétverték, és mindkettőjük mobiltelefonját ellopták. Mikor megpróbálja beindítani az autót, egy harmadik maszkos alak érkezik (egy fekete hajú nő), és furgonjával mozgásképtelenné teszi James Volvóját. A férfi visszamenekül a házba, miközben a terrorizálás egyre jobban elfajul. Kristennel bezárkóznak egy szobába, és puskával a kezükben várják, hogy bejöjjenek a pszichopaták.
Ekkor érkezik meg Mike, akinek autójára követ dobnak, ezért óvatosan megy be a házba. Mikor a szobához ér ahol a pár rejtőzik, James tévedésből az egyik betolakodónak nézi és fejbe lövi a puskával. Rájönnek, hogy végképp egyedül maradtak a három gyilkossal szemben. James megpróbál kimenni a fészerbe, hogy egy öreg rádión segítséget kérjen, de elkapják. Kristen utánamegy a fészerbe, ám kificamítja a bokáját, majd visszatérve a házba ő is áldozatul esik a betolakodóknak. Mindkettőjüket beviszik egy szobába, és székhez kötözik. Kristen sírva kérdezi meg, hogy miért kell ezt csinálni velük, mire a szőke hajú lány kurtán ennyit felel: "Mert itthon voltatok." Ezután a gyilkosok leveszik a maszkot (a nézők nem látják egyikőjük arcát sem), majd többször hasba szúrják mindkettőjüket egy konyhakéssel. Ezek után távoznak, mert már kivilágosodott.
Hazafele találkoznak két mormon fiúval, akik a ház fele veszik az irányt, ahol döbbenten tapasztalják, hogy minden csupa vér, és két, látszólag halott ember fekszik a földön. Mikor egyikőjük odalép a nőhöz, az felsikolt...
|  | Itt a vége a cselekmény részletezésének! |

## Szereplők
| Színész            | Szerep                            | Magyar hang         |
| ------------------ | --------------------------------- | ------------------- |
| Liv Tyler          | Kristen McKay                     | Solecki Janka       |
| Scott Speedman     | James Hoyt                        | Varga Rókus         |
| Glenn Howerton     | Mike                              | Hegedüs Miklós      |
| Gemma Ward         | maszkos lány ("Dollface")         | Molnár Judit        |
| Kip Weeks          | maszkos férfi ("Man in the Mask") | Petridisz Hrisztosz |
| Laura Margolis     | maszkos nő ("Pin-Up Girl")        | Csonka Anikó        |
| Alex Fisher        | mormon fiúk                       | Molnár Levente      |
| Peter Clayton-Luce | mormon fiúk                       |                     |
| Jordan Del Spina   | Jordan                            | Molnár Levente      |
| ?                  | diszpécser                        | Némedi Mari         |

## Kritikai fogadtatása
A Hívatlanok 2008 egyik legijesztőbb filmje. Az IMDb-n debütálásakor a film 7,9 pontot kapott a lehetséges 10-ből, ez később visszaesett 6,2-re. A Rotten Tomatoes oldalán 150 szavazat alapján 45%-ra értékelték, míg a Metacritics 27 szavazat alapján 47%-ra. A közönség és a kritikusok véleménye is megoszlik az 1 és 10 pont közötti skálán.